# Pseudatrichia
Pseudatrichia är ett släkte av tvåvingar. Pseudatrichia ingår i familjen fönsterflugor.

## Dottertaxa tillPseudatrichia, i alfabetisk ordning[1]
- Pseudatrichia albocincta
- Pseudatrichia atombomba
- Pseudatrichia bakeri
- Pseudatrichia barnesi
- Pseudatrichia biacristerna
- Pseudatrichia bryanti
- Pseudatrichia bupennis
- Pseudatrichia cajoni
- Pseudatrichia cloudcrofti
- Pseudatrichia concava
- Pseudatrichia convexa
- Pseudatrichia eaithales
- Pseudatrichia evergreeni
- Pseudatrichia garretti
- Pseudatrichia gracilipennis
- Pseudatrichia howdeni
- Pseudatrichia idahoensis
- Pseudatrichia jamesi
- Pseudatrichia leechi
- Pseudatrichia longiventris
- Pseudatrichia longurio
- Pseudatrichia macalpeni
- Pseudatrichia melanderi
- Pseudatrichia morlani
- Pseudatrichia nordeni
- Pseudatrichia parva
- Pseudatrichia parvipennis
- Pseudatrichia peromysci
- Pseudatrichia punctulata
- Pseudatrichia rufitruncula
- Pseudatrichia sabroskyi
- Pseudatrichia saccharcupa
- Pseudatrichia schlingeri
- Pseudatrichia toupeta
- Pseudatrichia truncata
- Pseudatrichia unicolor